# Ásgeir Sigurvinsson
Ásgeir Sigurvinsson (ur. 8 maja 1955 w Vestmannaeyjar) – islandzki piłkarz, reprezentant kraju grający na pozycji pomocnika.

## Kariera piłkarska
Sigurvinsson urodził się w Vestmannaeyjar i swoją przygodę z futbolem rozpoczynał w 1971 w zespole z tego miasta, ÍBV. Z drużyną sięgnął po Puchar Islandii w 1972. Po dobrych występach w rodzimej lidze, w 1973 został piłkarzem Standardu Liège. Z zespołem Les Rouches zdobył Puchar Belgii w sezonie 1980/81 oraz Puchar Ligi Belgijskiej w 1975. Przez 8 lat stanowił o sile Standardu, dla którego w 249 spotkaniach ligowych strzelił 57 bramek. 
Sezon 1981/82 spędził w Bayernie Monachium, z którym zdobył Puchar Niemiec oraz dotarł do finału Pucharu Europy, w którym Bayern uległ Aston Villi 0:1. Sigurvinsson nie wystąpił w finale.
Po tym sezonie przeniósł się do VfB Stuttgart, z którym zdobył tytuł mistrza kraju w sezonie 1983/84. Sigurvinsson w mistrzowskim sezonie strzelił 12 bramek. Dotarł z zespołem także do finału Pucharu UEFA w sezonie 1988/89. Dwumecz zakończył się zwycięstwem SSC Napoli, a Sigurvinsson wystąpił w obu spotkaniach. Dla Die Schwaben zagrał przez 8 lat w 194 spotkaniach, w których strzelił 38 bramek. W 1990 zakończył karierę piłkarską. W 2003 został uznany najlepszym piłkarzem 50-lecia Islandii z okazji jubileuszu UEFA.
| Sezon   | Klub             | Kraj     | Rozgrywki  | Mecze | Bramki |
| ------- | ---------------- | -------- | ---------- | ----- | ------ |
| 1971    | ÍBV              | Islandia | 1. deild   | 0     | 0      |
| 1972    | ÍBV              | Islandia | 1. deild   | 14    | 5      |
| 1973    | ÍBV              | Islandia | 1. deild   | 7     | 2      |
| 1973/74 | Standard Liège   | Belgia   | Division 1 | 20    | 5      |
| 1974/75 | Standard Liège   | Belgia   | Division 1 | 35    | 3      |
| 1975/76 | Standard Liège   | Belgia   | Division 1 | 34    | 11     |
| 1976/77 | Standard Liège   | Belgia   | Division 1 | 31    | 5      |
| 1977/78 | Standard Liège   | Belgia   | Division 1 | 31    | 6      |
| 1978/79 | Standard Liège   | Belgia   | Division 1 | 34    | 8      |
| 1979/80 | Standard Liège   | Belgia   | Division 1 | 33    | 11     |
| 1980/81 | Standard Liège   | Belgia   | Division 1 | 31    | 8      |
| 1981/82 | Bayern Monachium | RFN      | Bundesliga | 17    | 1      |
| 1982/83 | VfB Stuttgart    | RFN      | Bundesliga | 23    | 4      |
| 1983/84 | VfB Stuttgart    | RFN      | Bundesliga | 31    | 12     |
| 1984/85 | VfB Stuttgart    | RFN      | Bundesliga | 16    | 3      |
| 1985/86 | VfB Stuttgart    | RFN      | Bundesliga | 32    | 9      |
| 1986/87 | VfB Stuttgart    | RFN      | Bundesliga | 25    | 1      |
| 1987/88 | VfB Stuttgart    | RFN      | Bundesliga | 16    | 5      |
| 1988/89 | VfB Stuttgart    | RFN      | Bundesliga | 28    | 3      |
| 1989/90 | VfB Stuttgart    | RFN      | Bundesliga | 23    | 1      |

## Kariera reprezentacyjna
Sigurvinsson w reprezentacji Islandii zadebiutował 3 lipca 1972 w przegranym 2:5 spotkaniu z Danią. Przez 17 lat gry w drużynie narodowej grał udział w wielu meczach eliminacyjnych do Mistrzostw Świata 1974 (3 mecze), 1978 (5 spotkań, 1 gol), 1982 (5 spotkań, 2 gole), 1986 (3 mecze) i 1990 (5 spotkań). 
Wystąpił także w spotkaniach eliminacji do Mistrzostw Europy 1976 (6 spotkań, 1 gol), 1980 (5 spotkań), 1984 (1 mecz) i 1988 (4 mecze). Po raz ostatni w kadrze Islandii zagrał 20 września 1989 w meczu z Turcją, wygranym 2:1. Łącznie w latach 1972–1989 wystąpił w 45 spotkaniach, w których strzelił 5 bramek.
| Mecze i gole w reprezentacji | Mecze i gole w reprezentacji | Mecze i gole w reprezentacji | Mecze i gole w reprezentacji | Mecze i gole w reprezentacji | Mecze i gole w reprezentacji | Mecze i gole w reprezentacji |
| #                            | Data                         | Miasto                       | Przeciwnik                   | Gol                          | Wynik                        | Rozgrywki                    |
| ---------------------------- | ---------------------------- | ---------------------------- | ---------------------------- | ---------------------------- | ---------------------------- | ---------------------------- |
| 1.                           | 03.07.1972                   | Reykjavík                    | Dania                        |                              | 2:5                          | towarzyski                   |
| 2.                           | 12.07.1972                   | Reykjavík                    | Wyspy Owcze                  |                              | 0:3                          | towarzyski                   |
| 3.                           | 03.08.1972                   | Stavanger                    | Norwegia                     |                              | 1:4                          | El. MŚ 1974                  |
| 4.                           | 11.07.1973                   | Uddevalla                    | Szwecja                      |                              | 0:1                          | towarzyski                   |
| 5.                           | 17.07.1973                   | Reykjavík                    | NRD                          |                              | 1:2                          | towarzyski                   |
| 6.                           | 19.07.1973                   | Reykjavík                    | NRD                          |                              | 0:2                          | towarzyski                   |
| 7.                           | 02.08.1973                   | Reykjavík                    | Norwegia                     |                              | 0:4                          | El. MŚ 1974                  |
| 8.                           | 08.09.1974                   | Reykjavík                    | Belgia                       |                              | 0:2                          | El. ME 1976                  |
| 9.                           | 09.10.1974                   | Aalborg                      | Dania                        |                              | 1:2                          | towarzyski                   |
| 10.                          | 12.10.1974                   | Magdeburg                    | NRD                          |                              | 1:1                          | El. ME 1976                  |
| 11.                          | 25.05.1975                   | Reykjavík                    | Francja                      |                              | 0:0                          | El. ME 1976                  |
| 12.                          | 05.06.1975                   | Reykjavík                    | NRD                          | Gol                          | 1:2                          | El. ME 1976                  |
| 13.                          | 03.09.1975                   | Nantes                       | Francja                      |                              | 0:3                          | El. ME 1976                  |
| 14.                          | 06.09.1975                   | Ougrée                       | Belgia                       |                              | 0:1                          | El. ME 1976                  |
| 15.                          | 19.05.1976                   | Oslo                         | Norwegia                     | Gol                          | 1:0                          | towarzyski                   |
| 16.                          | 05.09.1976                   | Reykjavík                    | Belgia                       |                              | 0:1                          | El. MŚ 1978                  |
| 17.                          | 08.09.1976                   | Reykjavík                    | Holandia                     |                              | 0:1                          | El. MŚ 1978                  |
| 18.                          | 11.06.1977                   | Reykjavík                    | Irlandia Północna            |                              | 1:0                          | El. MŚ 1978                  |
| 19.                          | 31.08.1977                   | Nijmegen                     | Islandia                     | Gol                          | 1:4                          | El. MŚ 1978                  |
| 20.                          | 03.09.1977                   | Bruksela                     | Belgia                       |                              | 0:4                          | El. MŚ 1978                  |
| 21.                          | 20.09.1978                   | Nijmegen                     | Holandia                     |                              | 0:3                          | El. ME 1980                  |
| 22.                          | 22.05.1979                   | Berno                        | Szwajcaria                   |                              | 0:2                          | El. ME 1980                  |
| 23.                          | 09.06.1979                   | Reykjavík                    | Szwajcaria                   |                              | 1:2                          | El. ME 1980                  |
| 24.                          | 12.09.1979                   | Reykjavík                    | NRD                          |                              | 0:3                          | El. ME 1980                  |
| 25.                          | 10.10.1979                   | Kraków                       | Polska                       |                              | 0:2                          | El. ME 1980                  |
| 26.                          | 17.07.1980                   | Halmstad                     | Szwecja                      |                              | 1:1                          | towarzyski                   |
| 27.                          | 24.09.1980                   | Izmir                        | Turcja                       |                              | 3:1                          | El. MŚ 1982                  |
| 28.                          | 15.10.1980                   | Moskwa                       | ZSRR                         |                              | 0:5                          | El. MŚ 1982                  |
| 29.                          | 27.05.1981                   | Bratysława                   | Czechosłowacja               |                              | 1:6                          | El. MŚ 1982                  |
| 30.                          | 23.09.1981                   | Reykjavík                    | Czechosłowacja               |                              | 1:1                          | El. MŚ 1982                  |
| 31.                          | 14.10.1981                   | Swansea                      | Walia                        | Gol · Gol                    | 2:2                          | El. MŚ 1982                  |
| 32.                          | 07.09.1983                   | Groningen                    | Holandia                     |                              | 0:3                          | El. ME 1984                  |
| 33.                          | 12.09.1984                   | Reykjavík                    | Walia                        |                              | 0:1                          | El. MŚ 1986                  |
| 34.                          | 17.10.1984                   | Glasgow                      | Szkocja                      |                              | 0:3                          | El. MŚ 1986                  |
| 35.                          | 25.09.1985                   | Sevilla                      | Hiszpania                    |                              | 1:2                          | El. MŚ 1986                  |
| 36.                          | 10.09.1986                   | Reykjavík                    | Francja                      |                              | 0:0                          | El. ME 1988                  |
| 37.                          | 24.09.1986                   | Reykjavík                    | ZSRR                         |                              | 1:1                          | El. ME 1988                  |
| 38.                          | 29.04.1987                   | Paryż                        | Francja                      |                              | 0:2                          | El. ME 1988                  |
| 39.                          | 03.06.1987                   | Reykjavík                    | NRD                          |                              | 0:6                          | El. ME 1988                  |
| 40.                          | 31.08.1988                   | Reykjavík                    | ZSRR                         |                              | 1:1                          | El. MŚ 1990                  |
| 41.                          | 28.09.1988                   | Kopenhaga                    | Dania                        |                              | 0:1                          | towarzyski                   |
| 42.                          | 19.10.1988                   | Berlin                       | NRD                          |                              | 0:2                          | El. MŚ 1990                  |
| 43.                          | 14.06.1989                   | Reykjavík                    | Austria                      |                              | 0:0                          | El. MŚ 1990                  |
| 44.                          | 06.09.1989                   | Reykjavík                    | NRD                          |                              | 0:3                          | El. MŚ 1990                  |
| 45.                          | 20.09.1989                   | Reykjavík                    | Turcja                       |                              | 2:1                          | El. MŚ 1990                  |

## Kariera trenerska
Sigurvinsson w 1993 pracował w zespole Fram. W 2003 został selekcjonerem reprezentacji Islandii. Prowadził drużynę podczas eliminacji do Mistrzostw Europy 2004 i Mistrzostw Świata 2006. 
Sigurvinsson pracował z drużyną narodową Islandii do 2005, prowadząc ją w 24 spotkaniach (6 zwycięstw, 5 remisów, 13 porażek). Kadra Islandii była ostatnim zespołem, z jakim Sigurvinsson miał okazję pracować. 
| Mecze reprezentacji Islandii prowadzone przez Sigurvinssona | Mecze reprezentacji Islandii prowadzone przez Sigurvinssona | Mecze reprezentacji Islandii prowadzone przez Sigurvinssona | Mecze reprezentacji Islandii prowadzone przez Sigurvinssona | Mecze reprezentacji Islandii prowadzone przez Sigurvinssona | Mecze reprezentacji Islandii prowadzone przez Sigurvinssona | Mecze reprezentacji Islandii prowadzone przez Sigurvinssona |
| #                                                           | Data                                                        | Miasto                                                      | Przeciwnik                                                  | Gol                                                         | Wynik                                                       | Rozgrywki                                                   |
| ----------------------------------------------------------- | ----------------------------------------------------------- | ----------------------------------------------------------- | ----------------------------------------------------------- | ----------------------------------------------------------- | ----------------------------------------------------------- | ----------------------------------------------------------- |
| 1.                                                          | 07.06.2003                                                  | Reykjavík                                                   | Wyspy Owcze                                                 |                                                             | 2:1                                                         | El. ME 2004                                                 |
| 2.                                                          | 11.06.2003                                                  | Kowno                                                       | Litwa                                                       |                                                             | 3:0                                                         | El. ME 2004                                                 |
| 3.                                                          | 20.08.2003                                                  | Tórshavn                                                    | Wyspy Owcze                                                 |                                                             | 2:1                                                         | El. ME 2004                                                 |
| 4.                                                          | 06.09.2003                                                  | Reykjavík                                                   | Niemcy                                                      |                                                             | 0:0                                                         | El. ME 2004                                                 |
| 5.                                                          | 11.10.2003                                                  | Hamburg                                                     | Niemcy                                                      |                                                             | 0:3                                                         | El. ME 2004                                                 |
| 6.                                                          | 19.11.2003                                                  | San Francisco                                               | Meksyk                                                      |                                                             | 0:0                                                         | towarzyski                                                  |
| 7.                                                          | 31.03.2004                                                  | Tirana                                                      | Albania                                                     |                                                             | 1:2                                                         | towarzyski                                                  |
| 8.                                                          | 28.04.2004                                                  | Ryga                                                        | Łotwa                                                       |                                                             | 0:0                                                         | towarzyski                                                  |
| 9.                                                          | 30.05.2004                                                  | Manchester                                                  | Japonia                                                     |                                                             | 2:3                                                         | towarzyski                                                  |
| 10.                                                         | 05.06.2004                                                  | Manchester                                                  | Anglia                                                      |                                                             | 1:6                                                         | towarzyski                                                  |
| 11.                                                         | 18.08.2004                                                  | Reykjavík                                                   | Włochy                                                      |                                                             | 2:0                                                         | towarzyski                                                  |
| 12.                                                         | 04.09.2004                                                  | Reykjavík                                                   | Bułgaria                                                    |                                                             | 1:3                                                         | El. MŚ 2006                                                 |
| 13.                                                         | 08.09.2004                                                  | Budapeszt                                                   | Węgry                                                       |                                                             | 2:3                                                         | El. MŚ 2006                                                 |
| 14.                                                         | 09.10.2004                                                  | Attard                                                      | Malta                                                       |                                                             | 0:0                                                         | El. MŚ 2006                                                 |
| 15.                                                         | 13.10.2004                                                  | Reykjavík                                                   | Szwecja                                                     |                                                             | 1:4                                                         | El. MŚ 2006                                                 |
| 16.                                                         | 26.03.2005                                                  | Zagrzeb                                                     | Chorwacja                                                   |                                                             | 0:4                                                         | El. MŚ 2006                                                 |
| 17.                                                         | 30.03.2005                                                  | Padwa                                                       | Włochy                                                      |                                                             | 0:0                                                         | towarzyski                                                  |
| 18.                                                         | 04.06.2005                                                  | Reykjavík                                                   | Węgry                                                       |                                                             | 2:3                                                         | El. MŚ 2006                                                 |
| 19.                                                         | 08.06.2005                                                  | Reykjavík                                                   | Malta                                                       |                                                             | 4:1                                                         | El. MŚ 2006                                                 |
| 20.                                                         | 17.08.2005                                                  | Reykjavík                                                   | Południowa Afryka                                           |                                                             | 4:1                                                         | towarzyski                                                  |
| 21.                                                         | 03.09.2005                                                  | Reykjavík                                                   | Chorwacja                                                   |                                                             | 1:3                                                         | El. MŚ 2006                                                 |
| 22.                                                         | 07.09.2005                                                  | Sofia                                                       | Bułgaria                                                    |                                                             | 2:3                                                         | El. MŚ 2006                                                 |
| 23.                                                         | 07.10.2005                                                  | Warszawa                                                    | Polska                                                      |                                                             | 2:3                                                         | towarzyski                                                  |
| 24.                                                         | 12.10.2005                                                  | Solna                                                       | Szwecja                                                     |                                                             | 1:3                                                         | El. MŚ 2006                                                 |

## Sukcesy
ÍBV
- Puchar Islandii (1): 1972

Standard Liège
- Puchar Belgii (1): 1980/81
- Puchar Ligi Belgijskiej (1): 1975

Bayern Monachium
- Puchar Niemiec (1): 1981/82
- Finał Pucharu Europy (1): 1981/82

VfB Stuttgart
- Mistrzostwo Bundesligi (1): 1983/84
- Finał Pucharu UEFA (1): 1988/89